# Primer ministro de Dinamarca
El primer ministro de Dinamarca (en danés, Danmarks statsminister; en feroés, Forsætisráðharr; en groenlandés, Naalagaaffiup Siulittaasuunera), oficialmente primer ministro del Reino de Dinamarca (en danés, Kongeriget Danmarks statsminister), es el jefe de Gobierno del Reino de Dinamarca que comprende los tres países constituyentes: Dinamarca, Groenlandia y las Islas Feroe. Antes de la creación del cargo moderno, el reino no tenía inicialmente un jefe de Gobierno separado de su jefe de Estado, es decir, el monarca danés, a quien se confería la autoridad ejecutiva. La Constitución de 1849 estableció una monarquía constitucional al limitar los poderes del monarca y crear el cargo de premierminister. El primer titular de la oficina fue Adam Wilhelm Moltke.
El primer ministro preside un gabinete que es designado formalmente por el monarca. En la práctica, el nombramiento del primer ministro está determinado por su apoyo en el Folketing, el parlamento danés. Desde principios del siglo XX, ningún partido ha tenido mayoría en el Folketing, por lo que el primer ministro debe encabezar una coalición de partidos políticos, así como su propio partido. Además, solo cuatro gobiernos de coalición desde la Segunda Guerra Mundial han disfrutado de una mayoría en el Folketing, por lo que las coaliciones (y el primer ministro) deben obtener un apoyo flexible de otros partidos menores.
La actual y cuadragésima segunda primera ministra de Dinamarca es Mette Frederiksen desde el 27 de junio de 2019. La administración de Frederiksen es una coalición entre los socialdemócratas con los liberales y los moderados, con el apoyo parlamentario de los socioliberales, el Partido Socialdemócrata y los unionistas de las Islas Feroe y los Siumut de Groenlandia.

## Historia

### Creación
Desde aproximadamente 1699 hasta 1730, el funcionario gubernamental no monárquico de más alto rango se llamó «gran canciller» (dan. storkansler) y desde 1730 hasta 1848, este cargo se llamó «ministro de Estado» (dan. Statsminister). Estos títulos prefiguraban el cargo moderno de primer ministro, sin embargo, a diferencia del cargo actual, el gran canciller y el ministro de Estado no fueron jefes de Gobierno formales. El rey mantuvo la autoridad ejecutiva como gobernante absoluto desde 1661 hasta la promulgación de una constitución liberal a principios del siglo XIX.
El cargo de primer ministro se introdujo como parte de la monarquía constitucional delineada en 1848 y se firmó como Constitución danesa el 5 de junio de 1849. La nueva constitución estableció un sistema parlamentario mediante la creación de un nuevo parlamento bicameral (el Rigsdagen) y una presidencia del Consejo, encabezado por un presidente del Consejo. La presidencia del Consejo es considerada como la predecesora de la Oficina del primer ministro moderna. El primer presidente del Consejo fue Adam Wilhelm Moltke, quien llegó al poder el 22 de marzo de 1848. Molte y sus dos sucesores siguientes también ostentaron el título de premierminister, que se traduce en español como «primer ministro».
Desde 1855 en adelante, el primer ministro fue conocido simplemente como «presidente del Consejo» (dan. Konseilspræsident). Carl Christian Hall se convirtió en el primer primer ministro o presidente del Consejo en dirigir un partido político, el Partido Nacional Liberal.

### Cargo moderno
El cargo moderno de primer ministro se fundó el 1 de enero de 1914, cuando la Presidencia del Consejo se estableció como un departamento bajo el mando del primer ministro, previamente había existido como un consejo informal reunido por el primer ministro. El título del primer ministro cambió nuevamente en 1918 bajo el mandato de Carl Theodor Zahle, convirtiéndose en «ministro de Estado» (en línea con sus vecinos escandinavos, Noruega y Suecia), que permanece hasta el día de hoy.
A mediados del siglo XIX se desarrolló un fuerte sistema de partidos, en el que la mayoría de los primeros ministros eran el presidente de Venstre de la izquierda o de Højre de la derecha. Sin embargo, en las elecciones de 1924, los socialdemócratas se convirtieron en el partido más grande, mientras Højre ya había desaparecido.
Durante los primeros años de la ocupación de Dinamarca, los gobiernos de los primeros ministros Vilhelm Buhl y luego Erik Scavenius cooperaron con los ocupantes nazis. El 29 de agosto de 1943, el gobierno danés dimitió, negándose a otorgar más concesiones a la Alemania nazi. Todas las operaciones gubernamentales fueron asumidas por los secretarios permanentes de los departamentos individuales y este arreglo duró hasta la liberación de Dinamarca el 5 de mayo de 1945. Dado que el rey Cristián X nunca aceptó la dimisión del gobierno, existió de iure hasta que se formó un nuevo gabinete el 5 de mayo de 1945.
El siglo XX estuvo dominado por primeros ministros socialdemócratas que lideraron coaliciones de izquierda; los primeros ministros socialdemócratas estuvieron en el poder de forma casi continua desde 1924 hasta 1982. El primer primer ministro del Partido Popular Conservador, Poul Schlüter, llegó al poder como jefe de una amplia coalición de centroderecha en 1982. La coalición de centroderecha gobernó hasta 1993, durante once años, haciendo que se convirtiera en el gobierno de centroderecha más largo de la historia de Dinamarca desde la década de 1920.
En noviembre de 2001, la coalición de izquierda en el Folketing perdió escaños frente a la coalición de derecha liderada por Venstre, poniendo fin a su mandato de ocho años. Venstre se convirtió en el partido más grande desde 1924. Anders Fogh Rasmussen, líder de Venstre, se desempeñó como primer ministro desde 2001 hasta abril de 2009. Su gobierno de coalición estuvo formado por Venstre y el Partido Popular Conservador, con el apoyo parlamentario del nacional-conservador Partido Popular Danés. El 5 de abril de 2009, Rasmussen dimitió para convertirse en secretario general de la OTAN, dejando al ministro de Hacienda y vicepresidente de Venstre, Lars Løkke Rasmussen, como primer ministro.
Tras las elecciones de septiembre de 2011, la derecha perdió por un pequeño margen frente a la coalición de centroizquierda de oposición, encabezada por Helle Thorning-Schmidt, quien el 3 de octubre de 2011 formó un nuevo gobierno integrado inicialmente por los socialdemócratas, el Partido Social Liberal y el Partido Popular Socialista. Tras una derrota en las elecciones generales, en junio de 2015, Thorning-Schmidt dimitió como primera ministra y fue sucedida por Lars Løkke Rasmussen, quien encabezó un gobierno minoritario formado en su totalidad por ministros de Venstre.
Los socialdemócratas regresaron al poder después de las elecciones de 2019, con Mette Frederiksen asumiendo el cargo de primera ministra.

## Rol y autoridad
La Constitución de Dinamarca establece que el monarca, que es el jefe de Estado, tiene la autoridad suprema y ejerce este poder a través de sus ministros. El monarca nombra y destituye formalmente a los ministros, incluido el primer ministro. En cierto sentido, según la Constitución, el primer ministro solo tiene el poder que le otorga el monarca.
Aunque es el principal político del país, el primer ministro no es tan poderoso como otros primeros ministros de Europa. Esto se debe principalmente a que es casi imposible que un partido obtenga la mayoría de escaños en el Folketing por lo que el gobierno siempre es una coalición o un gobierno de minoría de un solo partido. Ningún partido danés ha obtenido la mayoría desde 1901 y durante gran parte de ese tiempo ni siquiera ha habido una coalición mayoritaria. Debido a sus poderes limitados, el primer ministro es primus inter pares (el primero entre iguales). Además, a diferencia de la mayoría de sus homólogos, los primeros ministros daneses nunca pueden estar seguros de que su agenda será aprobada y deben improvisar una mayoría para cada legislación.
Aunque, como se ha dicho, el monarca formalmente nombra a todos los ministros del gabinete libremente, en la práctica los monarcas solo eligen convencionalmente al primer ministro después de que un líder ha obtenido el apoyo de una mayoría en el Folketing. Dado que ningún partido ha tenido la mayoría en más de un siglo, los partidos forman alianzas. Por lo general, los socialdemócratas se unen a los partidos de centroizquierda y Venstre a los de centroderecha. Después de las elecciones, cuando no hay un líder claro, el monarca celebrará una “reunión real” en la que, después de una serie de discusiones y acuerdos, el líder de la alianza más grande y el partido más grande dentro de esa alianza, generalmente los socialdemócratas o Venstre, es nombrado «primer ministro electo». El nuevo primer ministro electo, junto con los líderes del resto de los partidos, selecciona a los ministros para formar un nuevo gabinete de coalición, que es el que se presenta al monarca. El gobierno puede asumir el cargo sin un voto de confianza y puede permanecer en el cargo siempre que no pierda un voto de censura.
El primer ministro preside las reuniones semanales del consejo de ministros y tiene el poder de fijar la agenda de estas reuniones. El primer ministro reúne tradicionalmente un ministerio de gobierno conocido como Ministerio del Estado de Dinamarca (dan. Statsministeriet) o la Oficina del primer ministro. Es atípico para un ministerio danés debido a que no tiene consejos, juntas o comités asociados y su responsabilidad cuasi exclusiva es actuar como secretaría del primer ministro. Hay un pequeño departamento dependiente del ministerio que se ocupa de cuestiones legales especiales que no están cubiertas por otros ministerios, entre otros, la relación de Groenlandia y las Islas Feroe con la monarquía danesa, el contacto de los medios de comunicación con el Estado, el número de ministros en el gobierno, o el estatus legal del rey Federico X como civil.
El primer ministro, por convención, elige disolver el Folketing y convocar una nueva elección (aunque esto es formalmente asumido por el monarca). El primer ministro está obligado a hacerlo dentro de los cuatro años posteriores a la elección anterior. A pesar de esto, el primer ministro no tiene voz con respecto a las regiones autónomas de Dinamarca, las Islas Feroe y Groenlandia, mientras que el Folketing, por otro lado, sí, ya que todas las leyes aprobadas por los parlamentos de las Islas Feroe y Groenlandia deben ser ratificadas por el Folketing.
Hay controles sobre el poder del primer ministro. Si el Folketing revoca su confianza a un primer ministro en ejercicio, el primer ministro debe renunciar junto con todo el gabinete o pedirle al monarca que disuelva el Folketing y convoque a nuevas elecciones. Cada vez que un primer ministro dimite, muere o se ve obligado a dejar el cargo, el monarca les pide (o, en caso de fallecimiento, al próximo líder disponible en una coalición) que mantengan al gobierno como gobierno provisional hasta que se elija un sucesor.

## Instalaciones
Las oficinas gubernamentales, incluido el Ministerio del Estado de Dinamarca se encuentra dentro del palacio de Christiansborg, junto con el Folketing y los tribunales.
La residencia oficial de verano del primer ministro es Marienborg, una propiedad del siglo XVIII que fue adquirida por el Estado. Está situada en la orilla del lago Bagsværd en Kongens Lyngby, 15 kilómetros al norte de Copenhague. Ha servido como residencia de verano oficial para diez primeros ministros desde 1960. Marienborg se utiliza con frecuencia para conferencias gubernamentales y cumbres informales entre el gobierno, la industria y las organizaciones en Dinamarca.

## Lista de primeros ministros

Ex primeros ministros vivos
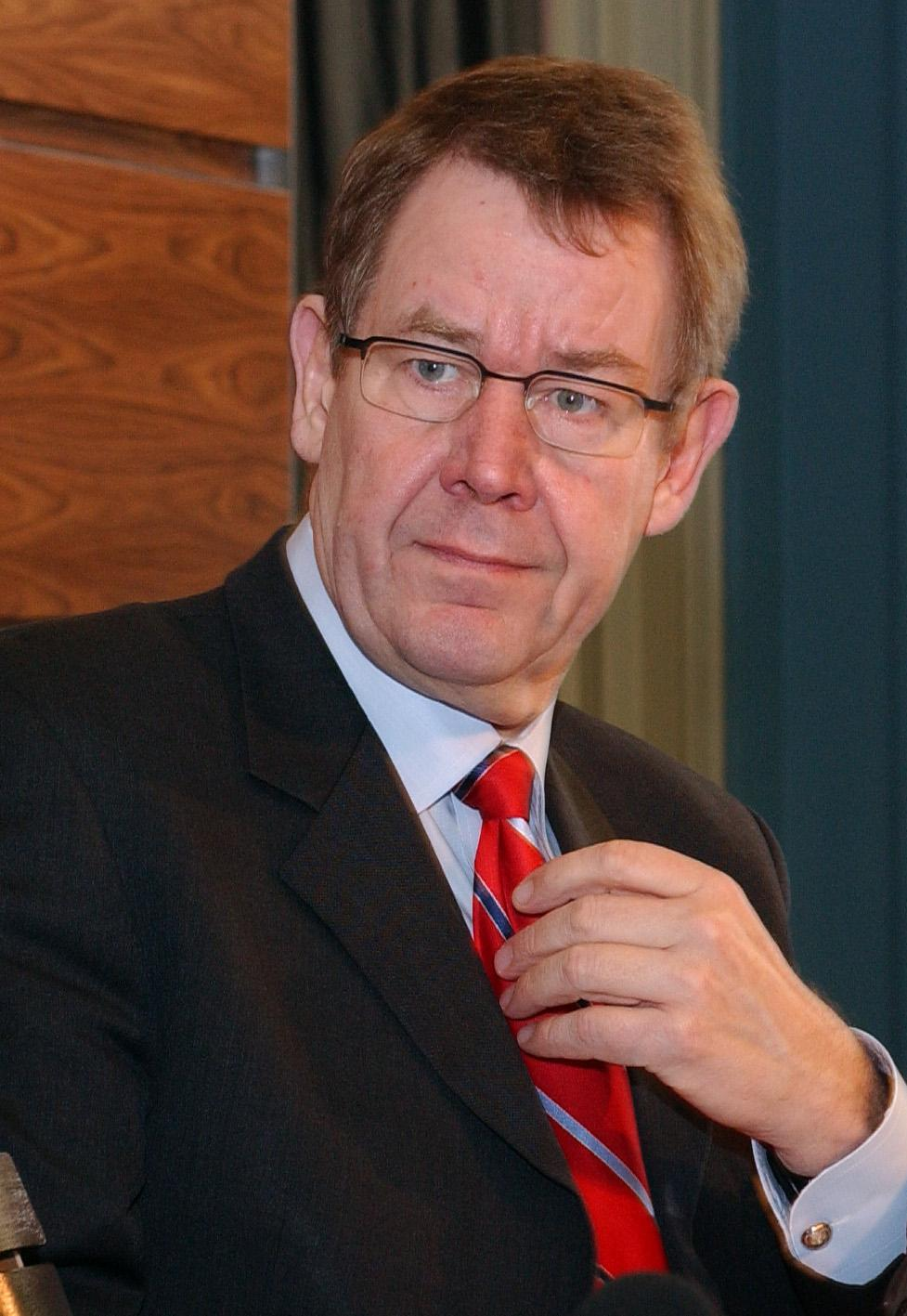
Poul Nyrup Rasmussen n. el 15 de junio de 1943 (82 años) Primer ministro 1993-2001
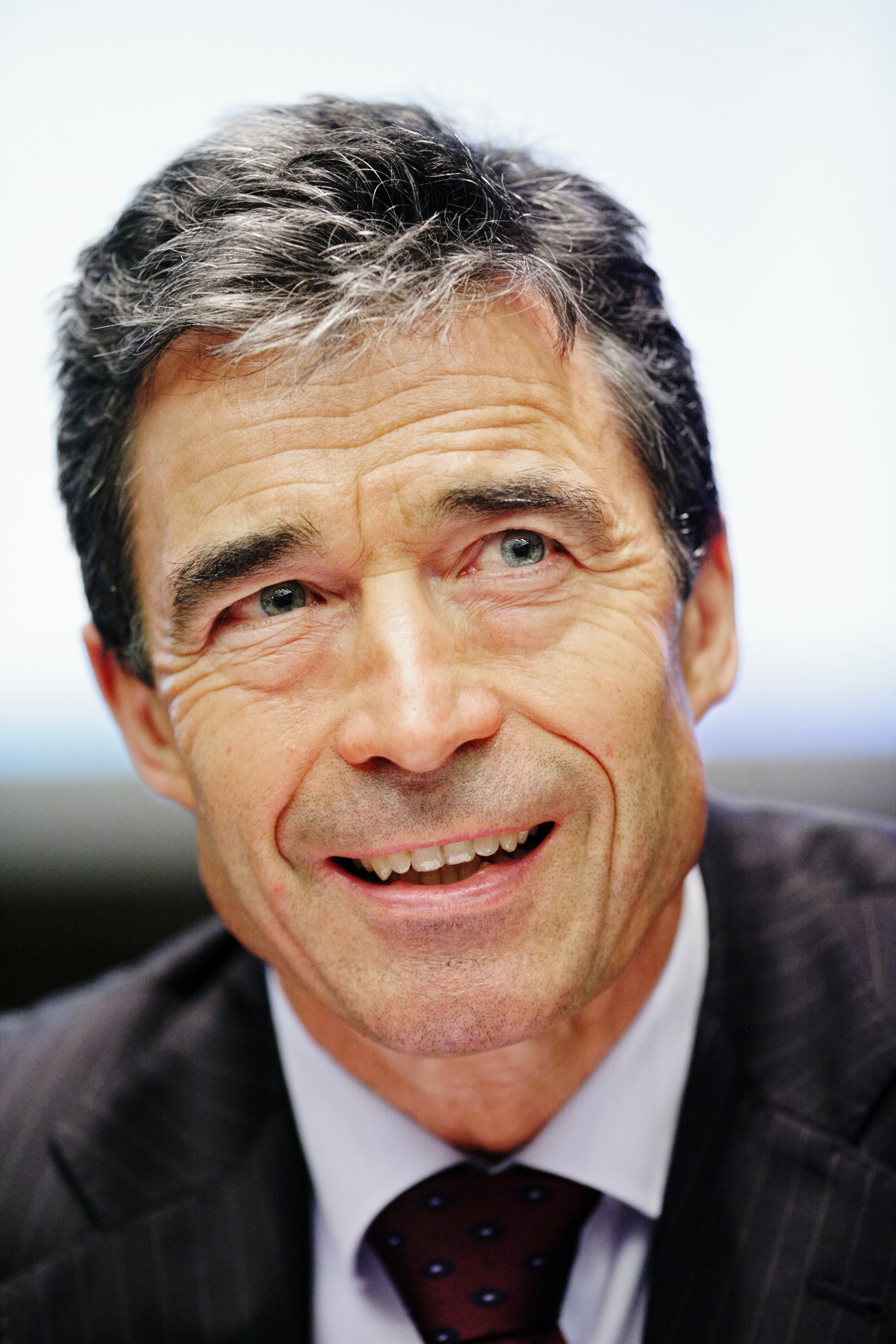
Anders Fogh Rasmussen n. el 26 de enero de 1953 (72 años) Primer ministro 2001-09
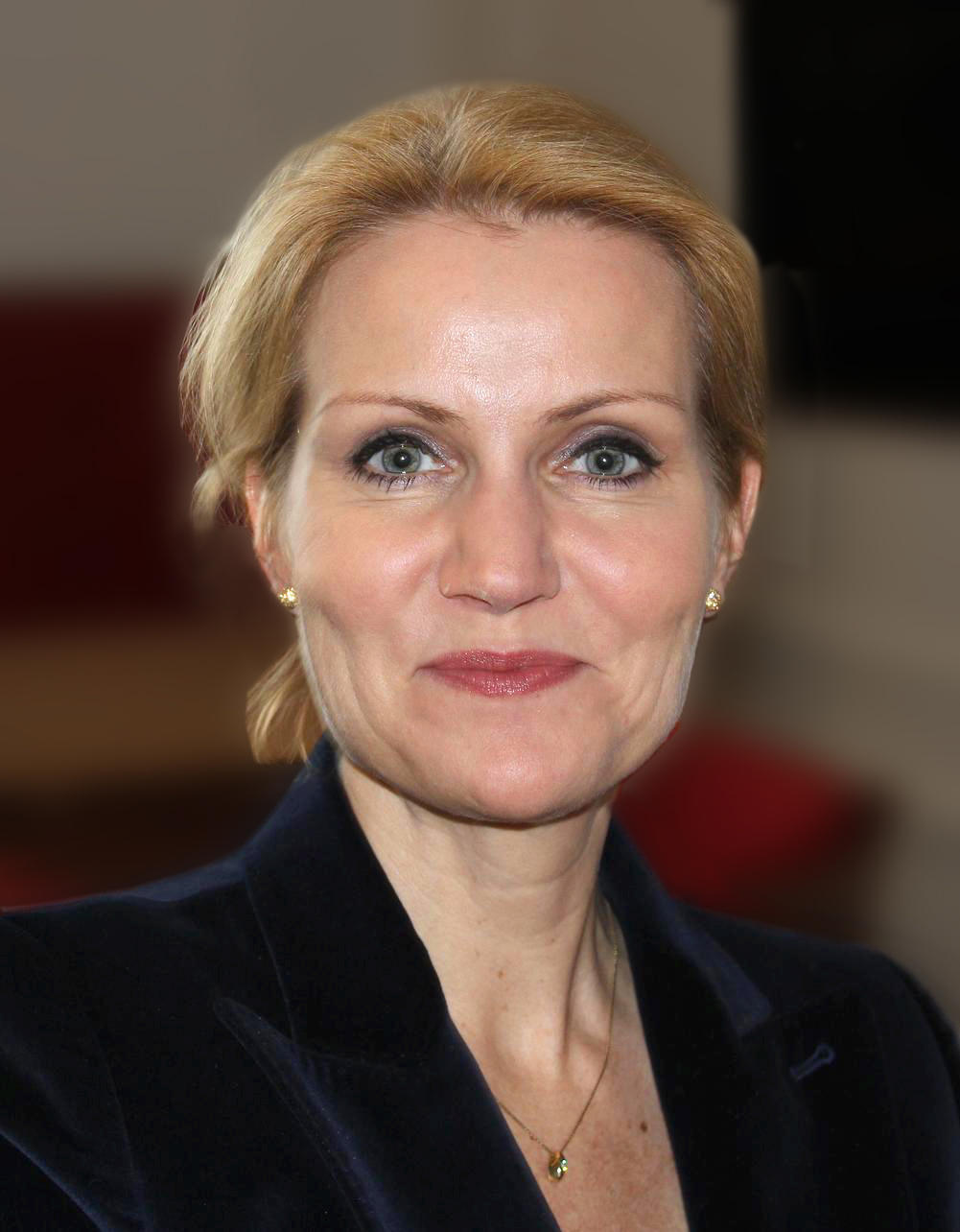
Helle Thorning-Schmidt n. el 14 de diciembre de 1966 (58 años) Primera ministra 2011-15
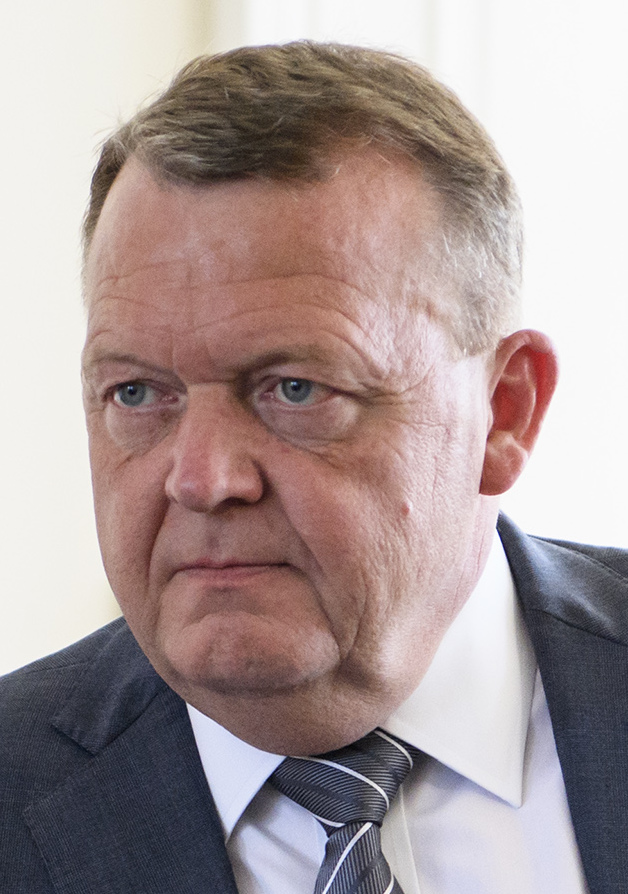
Lars Løkke Rasmussen n. el  15 de mayo de 1964 (61 años) Primer ministro 2009-11 y 2015-19